# Primera B de Chile 2009
El Campeonato Nacional de Primera B de Chile 2009 fue la 59° edición de la segunda categoría del fútbol profesional de Chile, correspondiente a la temporada 2009. Estuvo compuesto por 14 clubes deportivos y fue ganado por Unión San Felipe, equipo que, al final de la temporada, obtuvo su tercer título en la categoría y ascendió automáticamente a la Primera División Chilena, debido a su regularidad y el buen saldo de 23 partidos ganados en todo el año. El segundo ascendido fue Santiago Wanderers, quien derrotó en la final por el vicecampeonato a San Luis de Quillota. Los equipos que jugaron la liguilla de promoción fueron San Luis de Quillota y San Marcos de Arica, los que corrieron distinta suerte. El equipo quillotano, luego de ver frustrado su ascenso en la final con Santiago Wanderers, disputó su opción de llegar a la máxima categoría, enfrentando a Curicó Unido, al que derrotó en el segundo partido de la llave, transformándose así en el tercer equipo en llegar a Primera división. En la otra definición, el cuadro de San Marcos de Arica, no pudo doblegar a Palestino mediante los lanzamientos penales y perdió su opción de conseguir el ascenso.
El equipo que debía descender a Tercera A era Deportes Copiapó, ya que había terminado último en la Tabla General; sin embargo, el Tribunal de Penalidades de la Asociación Nacional de Fútbol Profesional, decidió desafiliar a Deportes Melipilla por su atraso de tres meses en el pago de las remuneraciones de los jugadores. La sanción se ratificó en el Consejo de Presidentes de la ANFP y envió a los melipillanos directamente a la Tercera A, dejando a los nortinos en Primera B para la temporada 2010.

## Movimientos divisionales
| Pos | a Primera División Apertura 2009 y Clausura 2009          |
| --- | --------------------------------------------------------- |
| 1º  | Curicó Unido (Campeón)                                    |
| 4º  | Municipal Iquique (ganador partido por el Vicecampeonato) |

| Pos | desde Tercera División de Chile 2008 |
| --- | ------------------------------------ |
| 1º  | Naval                                |

| Pos | Descendido desde Primera División Apertura 2008 y Clausura 2008 |
| --- | --------------------------------------------------------------- |
| 17º | Deportes Antofagasta                                            |
| 18º | Provincial Osorno                                               |
| 19º | Deportes Melipilla                                              |
| 20º | Deportes Concepción                                             |

| Pos | Descendido a Tercera División de Chile 2009 |
| --- | ------------------------------------------- |
| 12º | Arturo Fernández Vial                       |

## Modalidad
En rigor, se disputaron dos torneos anuales, repitiéndose la fórmula del torneo 2008. Cada torneo tuvo 20 fechas, sumando un total de 40 fechas en el año, lo que significó una reducción importante en el número de fechas disputadas con respecto a los torneos anteriores. Los torneos son:
- Campeonato Nacional de Apertura de Primera B de Fútbol Profesional 2009 o simplemente Torneo Apertura Primera B 2009: Se jugó a partir del 7 de febrero y finalizó el 14 de junio y fue dividido en dos fases, una Zonal y otra Nacional. La Fase Zonal contempló los 7 primeros partidos y distribuyó a los participantes en los grupos Norte y Sur, de 7 equipos cada uno. Luego vino la Fase Nacional, que reunió a los 14 equipos involucrados que jugaron 13 partidos entre sí, en sistema "todos contra todos".

- Campeonato Nacional de Clausura de Primera B de Fútbol Profesional 2009, o simplemente Torneo Clausura Primera B 2009: Se jugó a partir del 27 de junio y el 25 de octubre. Este torneo reunió a los 14 equipos involucrados que jugaron entre sí, en sistema "todos contra todos", donde se invirtió la localía del Apertura.

Si bien son dos torneos aparte, aquel equipo que obte la mayor cantidad de puntos en la Tabla General, que contempla la suma de los puntajes de ambos torneos, se tituló como Campeón Nacional de Primera B 2009 y ascendió automáticamente a Primera División. 

### Zonas
La división de equipos se realizó usando criterios geográficos. Caso especial es la Región de Valparaíso, ya que de ahí se tuvo que elegir al séptimo equipo de la Zona Sur. Los presidentes de los 4 equipos de la región (San Luis, Santiago Wanderers, Unión La Calera y Unión San Felipe) decidieron que Unión San Felipe participara de la Zona Sur, mientras que el resto compitió en la Zona Norte.
| Zona Norte | Zona Sur |
| - San Marcos de Arica - Deportes Antofagasta - Deportes Copiapó - Coquimbo Unido - San Luis - Santiago Wanderers - Unión La Calera | - Unión San Felipe - Deportes Melipilla - Deportes Concepción - Naval - Lota Schwager - Provincial Osorno - Deportes Puerto Montt |
| --- | --- |

## Equipos participantes
| Equipo                | Ciudad       |
| --------------------- | ------------ |
| Coquimbo Unido        | Coquimbo     |
| Deportes Antofagasta  | Antofagasta  |
| Deportes Concepción   | Concepción   |
| Deportes Copiapó      | Copiapó      |
| Deportes Melipilla    | Melipilla    |
| Deportes Puerto Montt | Puerto Montt |
| Lota Schwager         | Coronel      |
| Naval                 | Talcahuano   |
| Provincial Osorno     | Osorno       |
| San Luis              | Quillota     |
| San Marcos de Arica   | Arica        |
| Santiago Wanderers    | Valparaíso   |
| Unión La Calera       | La Calera    |
| Unión San Felipe      | San Felipe   |

## Tabla general
Criterios ante igualdad de puntaje (en ese orden): partidos ganados, diferencia de goles, goles a favor, goles marcados como visita, resultado entre equipos en disputa, número de tarjetas rojas, partido en cancha neutral.
Fecha de actualización: 6 de noviembre de 2009
| Pos | Equipo                | Pts | PJ | PG | PE | PP | GF | GC | DG  |
| --- | --------------------- | --- | -- | -- | -- | -- | -- | -- | --- |
| 1   | Unión San Felipe      | 77  | 38 | 23 | 8  | 7  | 68 | 33 | 35  |
| 2   | Santiago Wanderers    | 71  | 38 | 19 | 14 | 5  | 62 | 31 | 31  |
| 3   | San Luis              | 70  | 38 | 19 | 13 | 6  | 49 | 24 | 25  |
| 4   | San Marcos De Arica   | 53  | 38 | 13 | 14 | 11 | 46 | 51 | -5  |
| 5   | Coquimbo Unido        | 51  | 38 | 13 | 12 | 13 | 49 | 51 | -2  |
| 6   | Provincial Osorno     | 49  | 38 | 12 | 13 | 13 | 57 | 59 | -2  |
| 7   | Deportes Antofagasta  | 48  | 38 | 12 | 12 | 14 | 50 | 47 | 3   |
| 8   | Naval                 | 44  | 38 | 10 | 14 | 14 | 36 | 50 | -14 |
| 9   | Deportes Concepción   | 41  | 38 | 12 | 5  | 21 | 52 | 66 | -14 |
| 10  | Deportes Puerto Montt | 41  | 38 | 10 | 11 | 16 | 48 | 54 | -6  |
| 11  | Unión La Calera       | 36  | 38 | 7  | 15 | 16 | 46 | 60 | -14 |
| 12  | Lota Schwager         | 34  | 38 | 10 | 10 | 18 | 39 | 56 | -17 |
| 13  | Deportes Copiapó      | 30  | 38 | 7  | 9  | 22 | 27 | 54 | -27 |
| 14  | Deportes Melipilla    | -   | 38 | 16 | 10 | 12 | 65 | 58 | 7   |

PJ = Partidos Jugados; G = Partidos Ganados; E = Partidos empatados; P = Partidos perdidos; GF = Goles a favor; GC = Goles en contra; DIF = Diferencia de goles; Pts = Puntos
- A San Luis de Quillota se le dio por perdido su partido (0-3) contra Deportes Copiapó (1ª Fecha, Torneo de Apertura) por haber incluido a un jugador inscrito incorrectamente en el partido.
- Lota Schwager recibió dos sanciones de 3 puntos por no pago de imposiciones. En total se le han descontado 6 puntos[13]

|  | Asciende directamente a Primera División del Bicentenario.            |
|  | Jugará la Final por el Vicecampeonato.                                |
|  | Jugará la Liguilla de Promoción contra un equipo de Primera División. |
|  | Desciende a la Tercera División A.                                    |

## Torneo de Apertura
Fecha de actualización: 14 de junio de 2009
| Pos | Equipo                | Pts | PJ | PG | PE | PP | GF | GC | DG  |
| --- | --------------------- | --- | -- | -- | -- | -- | -- | -- | --- |
| 1   | Unión San Felipe      | 40  | 19 | 12 | 4  | 3  | 35 | 18 | 17  |
| 2   | Santiago Wanderers    | 33  | 19 | 9  | 6  | 4  | 33 | 19 | 14  |
| 3   | San Luis              | 31  | 19 | 8  | 7  | 4  | 25 | 12 | 13  |
| 4   | San Marcos de Arica   | 27  | 19 | 7  | 6  | 6  | 17 | 21 | -4  |
| 5   | Coquimbo Unido        | 26  | 19 | 7  | 5  | 7  | 21 | 20 | 1   |
| 6   | Lota Schwager         | 26  | 19 | 7  | 5  | 7  | 21 | 25 | -4  |
| 7   | Provincial Osorno     | 25  | 19 | 6  | 7  | 6  | 22 | 27 | -5  |
| 8   | Deportes Melipilla    | 24  | 19 | 8  | 6  | 5  | 30 | 28 | 2   |
| 9   | Naval                 | 23  | 19 | 6  | 5  | 8  | 20 | 24 | -4  |
| 10  | Deportes Antofagasta  | 23  | 19 | 5  | 8  | 6  | 26 | 26 | 0   |
| 11  | Deportes Puerto Montt | 20  | 19 | 5  | 5  | 9  | 26 | 30 | -4  |
| 12  | Unión La Calera       | 19  | 19 | 4  | 7  | 8  | 27 | 31 | -4  |
| 13  | Deportes Copiapó      | 17  | 19 | 4  | 5  | 10 | 12 | 26 | -14 |
| 14  | Deportes Concepción   | 12  | 19 | 4  | 6  | 9  | 25 | 35 | -10 |

PJ = Partidos Jugados; G = Partidos Ganados; E = Partidos empatados; P = Partidos perdidos; GF = Goles a favor; GC = Goles en contra; DIF = Diferencia de goles; Pts = Puntos
- A San Luis de Quillota se le dio por perdido su partido (0-3) contra Deportes Copiapó (Fecha 1) por haber incluido a un jugador inscrito incorrectamente en el partido.
- Deportes Concepción fue castigado con seis puntos por no pago de imposiciones.

|  | Campeón. Clasifica a Final por el Vicecampeonato |

## Torneo de Clausura
Fecha de actualización: 31 de octubre de 2009
| Pos | Equipo                | Pts | PJ | G  | E | P  | GF | GC | DIF |
| --- | --------------------- | --- | -- | -- | - | -- | -- | -- | --- |
| 1   | San Luis              | 39  | 19 | 11 | 6 | 2  | 24 | 12 | 12  |
| 2   | Santiago Wanderers    | 38  | 19 | 10 | 8 | 1  | 29 | 12 | 17  |
| 3   | Unión San Felipe      | 37  | 19 | 11 | 4 | 4  | 33 | 15 | 18  |
| 4   | Deportes Antofagasta  | 28  | 19 | 8  | 4 | 7  | 25 | 30 | -5  |
| 5   | Deportes Concepción   | 26  | 19 | 7  | 5 | 7  | 29 | 22 | 7   |
| 6   | San Marcos de Arica   | 26  | 19 | 6  | 8 | 5  | 29 | 30 | -1  |
| 7   | Coquimbo Unido        | 25  | 19 | 6  | 7 | 6  | 28 | 31 | -3  |
| 8   | Provincial Osorno     | 24  | 19 | 6  | 6 | 7  | 35 | 32 | 3   |
| 9   | Deportes Puerto Montt | 21  | 19 | 5  | 6 | 8  | 22 | 24 | -2  |
| 10  | Naval                 | 21  | 19 | 4  | 9 | 6  | 16 | 26 | -10 |
| 11  | Unión La Calera       | 17  | 19 | 3  | 8 | 8  | 19 | 29 | -10 |
| 12  | Deportes Melipilla    | 13  | 19 | 8  | 4 | 7  | 35 | 30 | 5   |
| 13  | Deportes Copiapó      | 13  | 19 | 3  | 4 | 12 | 15 | 30 | -15 |
| 14  | Lota Schwager         | 8   | 19 | 3  | 5 | 11 | 18 | 31 | -13 |

- Melipilla fue castigado con 12 puntos por no pago.[12]

PJ = Partidos Jugados; G = Partidos Ganados; E = Partidos empatados; P = Partidos perdidos; GF = Goles a favor; GC = Goles en contra; DIF = Diferencia de goles; Pts = Puntos
|  | Campeón. Clasifica a Final por el Vicecampeonato |

## Final por vicecampeonato
La disputarán Santiago Wanderers, como subcampeón del torneo de Apertura y San Luis como campeón del Torneo de Clausura, en partidos de ida y vuelta. Quien resulte ganador se titulará Vicecampeón Nacional de Primera B 2009 y ascenderá automáticamente a Primera División. El ganador se determinará de la siguiente manera:

### Partidos
| 4 de enero de 2009, 19:45 | San Luis   | 1:2 (1:1) | Santiago Wanderers      | Estadio Sausalito, Viña del Mar                         |                                                         |
|                           | Zarosa 32' | Reporte   | 31' López · 64' Jiménez | Asistencia: 8.000 espectadores Árbitro(s): Jorge Osorio | Asistencia: 8.000 espectadores Árbitro(s): Jorge Osorio |

| 8 de noviembre de 2009, 17:30 | Santiago Wanderers | 1:1 (1:0) | San Luis          | Regional Chiledeportes, Valparaíso                         |                                                            |
|                               | Alfaro 5'          | Reporte   | 65' (pen.) Flores | Asistencia: 16.587 espectadores Árbitro(s): Carlos Chandía | Asistencia: 16.587 espectadores Árbitro(s): Carlos Chandía |

Santiago Wanderers gana 3–2 en marcador global, y asciende a Primera División.
Santiago Wanderers asciende a primera división, acompañando a Unión San Felipe. 
San Luis acompaña a San Marcos de Arica a la liguilla de promoción contra dos equipos de la Primera A.

## Liguilla de promoción
La disputan los equipos que ocupen el 15° lugar (Palestino) y 16° lugar (Curicó Unido) de la Tabla General de Primera División, contra el perdedor de la final por el vicecampeonato (San Luis de Quillota) y el 4° lugar de la Tabla General de Primera B (San Marcos de Arica). Los perdedores jugarán en Primera B durante la Temporada 2010.
|  | San Luis   | 1 - 2 | Curicó Unido |  | Ángel Navarrete Candia | Manuel Acosta  | 2 de diciembre | 19:00 |
|  | San Marcos | 0 - 2 | Palestino    |  | Carlos Dittborn        | Patricio Polic | 2 de diciembre | 22:00 |

|  | Curicó Unido | 0 - 3       | San Luis   |  | Jorge Silva Valenzuela | Enrique Osses | 6 de diciembre | 17:00 |
|  | Palestino    | 0(4) - (2)2 | San Marcos |  | Monumental             | Claudio Puga  | 6 de diciembre | 19:30 |

## Descenso
Desciende a Tercera A el equipo que ocupe el último lugar en la Tabla General de Primera B 2009. En esta temporada, el club que debía descender era Deportes Copiapó, pero finalmente, y debido a sus problemas administrativos, el equipo que bajó de categoría fue Deportes Melipilla.

## Goleadores Apertura
| Jugador              | Jugador           | Goles | Equipo                |
| -------------------- | ----------------- | ----- | --------------------- |
| Bandera de Argentina | Ángel Vildozo     | 15    | Unión San Felipe      |
| Bandera de Argentina | Mario Pierani     | 12    | San Luis              |
| Bandera de Chile     | Claudio Latorre   | 10    | Deportes Melipilla    |
| Bandera de Chile     | Patricio Almendra | 9     | Deportes Concepción   |
| Bandera de Chile     | Joel Estay        | 9     | Unión La Calera       |
| Bandera de Argentina | Ariel Pereyra     | 9     | Unión La Calera       |
| Bandera de Argentina | Cristian Alfaro   | 9     | Santiago Wanderers    |
| Bandera de Paraguay  | Otelo Ocampos     | 9     | Deportes Puerto Montt |
| Bandera de Argentina | Pablo López       | 8     | Santiago Wanderers    |

## Goleadores Clausura
| Jugador              | Jugador            | Goles | Equipo               |
| -------------------- | ------------------ | ----- | -------------------- |
| Bandera de Chile     | Miguel Orellana    | 16    | Provincial Osorno    |
| Bandera de Argentina | Ángel Vildozo      | 12    | Unión San Felipe     |
| Bandera de Chile     | Carlos Escobar     | 8     | Coquimbo Unido       |
| Bandera de Chile     | Diego de Gregorio  | 8     | San Marcos de Arica  |
| Bandera de Chile     | Richard Olivares   | 8     | Deportes Antofagasta |
| Bandera de Argentina | Jonathan Domínguez | 8     | Unión San Felipe     |
| Bandera de Chile     | Patricio Rojas     | 7     | Deportes Melipilla   |
| Bandera de Chile     | Héctor Suazo       | 7     | Lota Schwager        |
| Bandera de Argentina | Mario Pierani      | 7     | San Luis             |